# Цезон Дуіллій Лонг
Цезо́н Дуі́ллій Лонг (лат. Caeso / Kaeso Duillius Longus, іноді преномен його передають як Кезон; V століття до н. е.) — політичний, державний і військовий діяч Римської республіки, децемвір 450—449 років до н. е.

## Біографія
Походив з плебейського роду Дуіліїв. Про батьків, дитячі роки його відомостей не збереглося. Його когномен «Longus» означав довгий.
У 450 році до н. е. його було обрано до Другої колегії децемвірів, яка була покликана доповнити законодавство (лат. Decemviri Consulari Imperio Legibus Scribundis), разом з Аппієм Клавдієм Крассом Сабіном Інрегілленом, який був фактично головою колегії, Титом Антонієм Мерендою, Квінтом Петілієм Лібоном Візолом, Марком Корнелієм Малугіненом, Луцієм Мінуцієм Есквіліном Авгуріном, Квінтом Фабієм Вібуланом, Марком Сергієм Есквіліном, Спурієм Оппієм Корніценом, Манієм Рабулеєм. Аппій Клавдій Красс Сабін Інрегіллен, який керував виборами до Другої децемвірської колегії, зміг забезпечити перемогу в них ряду вигідних для себе кандидатів. Серед них були три плебея, включаючи Цезона Дуіллія. Аппій Клавдій зробив їх децемвірами, щоб привернути народ на свій бік. Таким чином, Дуіллій став одним з трьох плебеїв, які вперше зайняли найвищу посаду в Римській республіці. Разом з колегами склав 2 таблиці законів, що разом становили Закони Дванадцяти таблиць.
У 449 році до н. е. Цезон Дуіллій підтримав утримання влади за децемвірами, що було грубим порушенням законодавства. Разом з іншими колегами спирався на консервативну частину сенату, чим вони призвели до сильної опозиції не тільки плебсу, але й багатьох сенаторів. Коли на землі Риму напали екви, Кезону Дуіллію разом з ще чотирма децемвірами доручили війну з ними. Але військо, незадоволене політичним ладом, не хотіло воювати і було повністю розгромлене при Альгіді, після чого втекло до Тускула. А після зухвалого домагання Аппія Клавдія Красса вільної жительки Риму Вергінії й наступної сецесії плебеїв на Священну гору, влада децемвірів впала. Після її повалення у 449 році до н. е. за позовом народних трибунів Цезон Дуіллій був разом з іншими партнерами по Другій колегії засуджений судом до конфіскації майна і вигнання, через що був змушений покинути Рим згідно з вироком. 
З того часу подальша доля Цезона Дуіллія Лонга невідома.